# Дело Enron
Дело Enron заключалось в манипулировании отчётностью Enron Corporation, американской энергетической компании, базировавшейся в Хьюстоне, штат Техас. Это стало известно в октябре 2001 года и привело к банкротству компании, а также фактическому роспуску аудиторской компании Arthur Andersen, которая входила в пятерку крупнейших компаний мира в области аудита и бухгалтерского учёта. Кроме того, что реорганизация в связи с банкротством стала крупнейшей в американской истории на тот момент, дело Enron считается крупнейшим провалом аудита.
Enron была основана в 1985 году Кеннетом Лэем после слияния Houston Natural Gas и InterNorth. Несколькими годами позже на работу был принят Джеффри Скиллинг, который собрал команду менеджеров, сумевших скрыть миллиарды долларов долгов, возникших из-за неудавшихся сделок и проектов, с помощью лазеек в бухгалтерском учёте, компаний специального назначения и некачественной финансовой отчётности. Финансовый директор Эндрю Фастоу и другие руководители ввели в заблуждение совет директоров и комитет по аудиту Enron относительно рискованных практик бухгалтерского учёта, а также заставили аудиторскую компанию Arthur Andersen игнорировать эти проблемы.
Акционеры Enron подали иск на сумму 40 миллиардов долларов после того, как цена акций, достигшая максимума в 90,75 доллара США за акцию в середине 2000 года, упала ниже 1 доллара к концу ноября 2001 года. Комиссия по ценным бумагам и биржам США (SEC) начала расследование, и компания-конкурент Dynegy предложила купить Enron по очень низкой цене. Сделка провалилась, и 2 декабря 2001 года Enron подала заявление о банкротстве в соответствии с главой 11 Кодекса США о банкротстве. Активы Enron составляли 63,4 миллиарда долларов и это банкротство стало крупнейшим в корпоративной истории США до дела WorldCom в следующем году.
Многим руководителям Enron были предъявлены обвинения, а некоторых позже приговорили к тюремному заключению. Arthur Andersen был признан виновным в незаконном уничтожении документов, имевших отношение к расследованию Комиссии по ценным бумагам и биржам, которая аннулировала его лицензию на аудит публичных компаний и фактически закрыла фирму. К тому времени, когда решение было отменено в Верховном суде США, компания потеряла большинство своих клиентов и прекратила свою деятельность. Сотрудники и акционеры Enron получили ограниченное возмещение от судебных исков, несмотря на потерю миллиардов долларов пенсионных накоплений и акций.
В результате скандала были приняты новые правила и законы, повышающие точность финансовой отчётности публичных компаний. Один из законодательных актов, Закон Сарбейнза-Оксли, ужесточил наказания за уничтожение, изменение или фальсификацию записей в ходе федеральных расследований или за попытку обмана акционеров. Закон также повысил ответственность аудиторских фирм, чтобы они оставались беспристрастными и независимыми от своих клиентов.

## Расцвет Enron
В 1985 году Кеннет Лэй объединил компании Houston Natural Gas и InterNorth, занимающиеся транспортировкой природного газа, в компанию Enron. В начале 1990-х годов он помог запустить работу открытого рынка по продаже электроэнергии, и вскоре после этого Конгресс одобрил закон о дерегулировании продаж природного газа. Возникшие в результате рынки позволили таким трейдерам, как Enron, продавать энергию по более высоким ценам, что значительно увеличило выручку. После того, как производители и местные органы власти обратили внимание на возникшую в результате нестабильность цен и потребовали усиления регулирования, сильное лоббирование со стороны Enron и других предотвратило такие изменения.
К 1992 году Enron стала крупнейшим продавцом природного газа в Северной Америке, её торговля газовыми контрактами принесла 122 миллиона долларов (до уплаты процентов и налогов), что стало вторым по величине источником чистой прибыли компании. Созданный в ноябре 1999 года веб-сайт EnronOnline позволил компании лучше управлять своим торговыми контрактами.
Стремясь к дальнейшему росту, Enron придерживается стратегии диверсификации. Компания владела и управляла различными активами, включая газопроводы, электростанции, целлюлозно-бумажные и водные производства по всему миру. Корпорация также получала дополнительный доход от торговли контрактами в этих же отраслях. В частности, это включало создание электростанций в развивающихся странах и на развивающихся рынках, включая Филиппины, Индонезию и Индию.
Акции Enron выросли с начала 1990-х годов до конца 1998 года на 311 %, что лишь незначительно превышало средние темпы роста индекса S&P 500. Тем не менее, акции выросли на 56 % в 1999 году и ещё на 87 % в 2000 году, в сравнении с увеличением индекса на 20 % и его снижением на 10 % за те же годы. К 31 декабря 2000 года акция Enron стоила 83,13 доллара, а рыночная капитализация компании превышала 60 миллиардов долларов. Это в 70 раз превышало прибыль и в шесть раз превышало балансовую стоимость активов, что говорило о высоких ожиданиях рынка в отношении будущих перспектив компании. Кроме того, Enron была признана самой инновационной крупной компанией Америки в рейтинге самых уважаемых компаний Fortune.

## Причины падения
Сложная финансовая отчётность Enron сбивала с толку акционеров и аналитиков. Кроме того, сложная бизнес-модель и неэтичные практики учёта привели к тому, что компания использовала ограничения бухгалтерского учёта для искажения доходов и изменения баланса, чтобы показывать положительные результаты.
Сочетание этих факторов позже привело к банкротству компании, и большинство из них было подкреплено осведомлённостью либо прямыми действиями Лэя, Джеффри Скиллинга, Эндрю Фастоу и других руководителей, таких как Ребекка Марк. Лэй занимал пост председателя совета директоров компании в последние несколько лет и одобрял действия Скиллинга и Фастоу, хотя не всегда интересовался подробностями. Скиллинг постоянно стремился удовлетворять ожидания Уолл-стрит, выступал за учёт активов по рыночным ценам (используя рыночную стоимость, которая затем завышалась) и оказывал давление на руководителей Enron, чтобы те находили новые способы скрывать долги компании. Фастоу и другие руководители создавали неконсолидируемые в отчётности компании, сложные финансовые структуры и сделки, настолько запутанные, что лишь немногие могли их понять.

### Признание выручки
Enron и другие поставщики энергии получали прибыль, оказывая такие услуги, как оптовая торговля и управление рисками, в дополнении к строительству и техническому обслуживанию электростанций, газопроводов, хранилищ и перерабатывающих предприятий. Принимая на себя риски от покупки и продажи товаров, продавцы могут указывать продажную цену как выручку, а затраты на продукцию как себестоимость проданных товаров. С другой стороны, «агенты» предоставляют услугу покупателям, но не принимают на себя те же риски, что и продавцы при покупке и продаже товаров. В качестве выручки агенты могут признавать комиссию за торговлю и брокерские услуги, но не полную стоимость транзакции.
Хотя такие трейдеры, как Goldman Sachs и Merrill Lynch, использовали обычную «агентскую модель» для признания выручки (где в качестве выручки признавалась лишь комиссия брокера), Enron вместо этого решила показывать полную стоимость каждой из своих сделок как выручку. Этот подход считался гораздо более агрессивным с точки зрения бухгалтерского учёта, чем модель агента. Способ завышения выручки от Enron позже был принят и другими компаниями в сфере торговли энергоносителями в попытке сохранить свою конкурентоспособность. Другие энергетические компании, такие как Duke Energy, Reliant Energy и Dynegy, присоединились к Enron в списке 50 крупнейших компаний Fortune 500, основанном на размере выручки, главным образом благодаря принятию ими той же системы учёта, что и у Enron.
В период с 1996 по 2000 год выручка Enron увеличилась более чем на 750 % с 13,3 миллиарда долларов в 1996 году до 100,8 миллиарда долларов в 2000 году. Этот рост на 65 % ежегодно был беспрецедентным для любой отрасли, в том числе и для энергетики, где хорошим считается рост на 2–3 % в год. Только за первые девять месяцев 2001 года выручка Enron составила 138,7 миллиарда долларов, что поставило компанию на шестое место в Fortune Global 500.
Enron также применяла креативный учёт и целенаправленно некорректно классифицировала долговые операции как продажи в периоды, близкие к срокам сдачи квартальной отчётности, аналогично схемам Lehman Brothers во время финансового кризиса 2008 года или сокрытию Goldman Sachs валютных свопов греческого долга. В одном из случаев Merrill Lynch приобрела у Enron нигерийские баржи с гарантией обратного выкупа со стороны продавца. Enron некорректно отразила бридж-кредит как реальную продажу, а через несколько месяцев выкупила баржи обратно. Руководители Merrill Lynch позже были привлечены к ответственности и осуждены за пособничество Enron в мошеннической бухгалтерской деятельности.

### Бухгалтерский учёт по рыночным ценам
В газовом бизнесе Enron учёт был довольно простым: в каждый отчётный период компания отражала фактические затраты на поставку газа и фактическую выручку, полученную от его продажи. Однако, когда Скиллинг начал работу в компании, он потребовал, чтобы трейдинговое направление приняло учёт по текущим рыночным ценам, утверждая, что это будет представлять «истинную экономическую ценность». Enron стала первой нефинансовой компанией, которая начала применять этот метод для учёта своих сложных долгосрочных контрактов. Учёт по текущим рыночным ценам требует, чтобы после подписания долгосрочного контракта доход оценивался как приведённая стоимость чистого будущего денежного потока. Часто жизнеспособность этих контрактов и связанные с ними затраты было трудно оценить. Из-за значительных расхождений между прибылью и денежными потоками инвесторам обычно предоставлялись ложные или вводящие в заблуждение отчёты. Согласно этому методу, доход от проектов мог признаваться, хотя фирма могла никогда не получить деньги. Однако, поскольку в будущие годы эта прибыль уже не могла быть включена, так как была полностью признана ранее, то приходилось признавать новые и дополнительные доходы от растущего числа проектов, чтобы обеспечить дополнительный рост, необходимый инвесторам. Как заявил один из конкурентов Enron: «Если вы повышаете свой доход, вам придётся заключать всё больше и больше сделок, чтобы показывать такой же или растущий доход». Несмотря на потенциальные недостатки, Комиссия по ценным бумагам и биржам США (SEC) утвердила метод учёта Enron при торговле фьючерсными контрактами на природный газ 30 января 1992 года. Однако позже Enron распространила этот метод на другие направления компании, чтобы соответствовать прогнозам Уолл-стрит.
В рамках одной из сделок в июле 2000 года Enron и Blockbuster Video подписали двадцатилетнее соглашение об организации развлечений в различных городах США. После нескольких пилотных проектов Enron заявила, что прибыль от сделки составила более 110 миллионов долларов, хотя аналитики поставили под сомнение техническую жизнеспособность и рыночный спрос на эту услугу. Позднее Blockbuster разорвал контракт. Enron продолжала заявлять будущую прибыль, хотя сделка привела к убыткам.

### Компании специального назначения
Enron использовала компании специального назначения (SPV), создаваемые для выполнения временной или конкретной цели по финансированию или управлению рисками, связанными с конкретными активами. Компания решила раскрывать минимальные подробности использования подобных компаний. Такие компании создавались материнской организацией, но финансировались за счет независимых инвесторов в акционерный капитал либо за счёт заёмного финансирования. Стандарты финансового учёта определяют, в каких случаях SPV является независимой от материнской компании. В общей сложности к 2001 году Enron использовала сотни компаний специального назначения, чтобы скрыть свой долг.
Организации специального назначения использовались не только для обхода бухгалтерских стандартов. В результате одного из нарушений в бухгалтерском балансе Enron были занижены её обязательства и завышен собственный капитал, а прибыль была завышена. Компания Enron сообщала своим акционерам, что захеджировала риск потери собственных неликвидных инвестиций, используя компании специального назначения. Однако инвесторы не обращали внимания на тот факт, что компании специального назначения фактически использовали собственные акции и финансовые гарантии компании для финансирования хеджирования. Это лишало Enron защиты от риска ухудшения ситуации.

### Корпоративное управление
Формально у Enron был образцовый совет директоров, состоящий преимущественно из независимых директоров, и  квалифицированный комитет по аудиту. В своём обзоре лучших советов директоров 2000 года журнал Chief Executive включил Enron в пятёрку лучших. Даже со своим сложным корпоративным управлением и структурой компаний Enron всё же смогла «привлечь капитал в большом размере для финансирования сомнительной бизнес-модели, скрыть свои истинные результаты с помощью серии бухгалтерских и финансовых манёвров и раздуть цену своих акций до неприемлемого уровня."

#### Вознаграждение руководителей
Хотя система вознаграждения в Enron была разработана для удержания и поощрения наиболее ценных сотрудников, эта система внесла свой вклад в корпоративную культуру, где люди были одержимы краткосрочными результатами для максимизации бонусов. Сотрудники постоянно пытались заключить сделки, зачастую не обращая внимания на качество денежных потоков или прибыли, чтобы получить лучшую оценку при оценке эффективности. Кроме того, бухгалтерские результаты публиковались в кратчайшие сроки, чтобы поддерживать курс акций компании. Такая практика помогала участникам сделки и менеджменту получать крупные денежные премии и опционы на акции.
Компания постоянно подчеркивала стоимость акций. Значительная часть вознаграждения менеджмента формировалась через опционы на акции, как и в других компаниях США. Такая политика премирования заставляла руководство создавать ожидания быстрого роста, чтобы отчётность соответствовала ожиданиям Уолл-стрит. Биржевые показатели отображались в холлах, лифтах и на компьютерах компании. При планировании бюджета Скиллинг определял цели по прибыли, задавая вопрос: «Какая прибыль вам нужна, чтобы поддерживать рост наших акций?» и это число ставилось в план, даже если это было невозможно. На 31 декабря 2000 года у Enron было 96 миллионов акций в обращении как часть опционных планов (примерно 13 % обыкновенных акций в обращении). В заявлении Enron указывалось, что в течение трёх лет эти опционы должны были быть выполнены. Используя цену акций Enron на январь 2001 года в 83,13 доллара и доли владения директоров на 2001 год, стоимость акций директоров составила 659 миллионов долларов для Лэя и 174 миллиона долларов для Скиллинга.
Скиллинг считал, что если сотрудники будут постоянно думать о затратах, то это помешает их творческому мышлению. В результате по всей компании, особенно среди руководителей, фиксировались непомерные расходы. Многим руководителям платили иногда вдвое больше, чем конкурентам. В 1998 году 200 самых высокооплачиваемых сотрудников получили 193 миллиона долларов в виде заработной платы, премий и акций. Два года спустя эта цифра подскочила до 1,4 миллиарда долларов.

#### Управление рисками
Enron хвалили за сложные инструменты управления финансовыми рисками. Управление рисками было критически важным для Enron не только из-за требований регуляторов, но и из-за её бизнес-модели. Enron имела долгосрочные фиксированные обязательства, которые необходимо было хеджировать, чтобы быть готовым к неизменным колебаниям цен на энергоносители в будущем. Банкротство компании Enron в результате было связано с безрассудным использованием производных финансовых инструментов и компаний специального назначения. Хеджируя свои риски с помощью компаний специального назначения, которыми она владела, Enron сохраняла риски, связанные со сделками.
Как позже выяснил подкомитет Сената, агрессивная практика бухгалтерского учёта Enron не скрывалась от совета директоров. Совет был проинформирован о причинах использования ряда транзакций и после их утверждения получал новости о работе соответствующих организаций. Хотя не все ненадлежащие методы бухгалтерского учёта были раскрыты совету директоров, они зависели от его решений. Несмотря на то, что Enron широко полагался на деривативы в своём бизнесе, финансовый комитет и совет директоров компании не обладали достаточным опытом, чтобы понимать, о чём им говорят. Подкомитет Сената утверждал, что при наличии детального понимания того, как были организованы деривативы, совет директоров прекратил бы их использование.

#### Финансовый аудит
Аудитор Enron, компания Arthur Andersen, была обвинена в пренебрежении стандартами в своих проверках из-за конфликта интересов, возникшего из-за существенных платежей от компании за консультационные услуги. В течение 2000 года аудиторская фирма заработала 25 миллионов долларов за аудит и 27 миллионов долларов за консультационные услуги (что составляло примерно 27 % выручки за аудит публичных компаний офиса аудиторской фирмы в Хьюстоне). Методы аудитора были подвергнуты сомнению: они либо выполнялись исключительно для получения годового вознаграждения, либо у аудитора не хватало опыта в надлежащей проверке принципов признания выручки Enron, специальных организаций, производных финансовых инструментов и других методов бухгалтерского учёта.
Enron нанимала множество сертифицированных аудиторов, а также бухгалтеров, которые работали над разработкой правил бухгалтерского учёта совместно с Советом по стандартам финансового учёта (FASB). Бухгалтеры искали новые способы сэкономить деньги компании, включая использование лазеек, обнаруженных в Общепринятых принципах бухгалтерского учёта (GAAP), стандартах бухгалтерской отрасли. Один бухгалтер Enron сообщил: «Мы пытались агрессивно использовать литературу [GAAP] в наших интересах. Все эти правила создают все эти возможности.»
Руководство Enron оказывало давление на аудиторов, чтобы они отложили признание расходов от специализированных компаний, поскольку их кредитные риски стали известны. Так как эти компании никогда не давали прибыль, правила бухгалтерского учёта требовали, чтобы Enron производила списание этих компаний в убыток. Чтобы надавить на аудитора, Enron иногда позволяла Ernst & Young или PricewaterhouseCoopers выполнять определённые задачи, создавая иллюзию найма новой компании вместо Arthur Andersen. Хотя в аудиторской фирме существовали свои инструменты внутреннего контроля, они не смогли предотвратить конфликт интересов. В одном случае контора в Хьюстоне, которая проводила аудит Enron, смогла проигнорировать все критические замечания по бухгалтерским решениям Enron, представленные аудиторским партнёром из Чикаго. Кроме того, после начала расследования деятельности Enron Комиссией по ценным бумагам и биржам США (SEC), аудиторская фирма уничтожила несколько тонн соответствующих документов и удалила почти 30 000 электронных писем и компьютерных файлов, что вызвало обвинения в сокрытии.
Разоблачения, касающиеся работы Arthur Andersen, привели к распаду фирмы и следующей оценке комитетом, назначенным советом директоров Enron для изучения бухгалтерского учёта фирмы в октябре 2001 года: «Имеющиеся у нас свидетельства позволяют предположить, что Arthur Andersen не выполнял свои профессиональные обязанности, связанные с аудитом финансовой отчётности Enron, или своё обязательство доводить до сведения Совета директоров Enron (или Комитета по аудиту) свои опасения по поводу внутренних контрактов Enron со связанными сторонами».

#### Комитет по аудиту
Комитеты по аудиту при совете директоров обычно встречаются несколько раз в течение года, и их члены обычно имеют лишь скромный опыт в области бухгалтерского учёта и финансов. Комитет по аудиту Enron обладал бо́льшим опытом, чем многие другие.
Позднее комитет по аудиту подвергался критике за короткие заседания, на которых обсуждался большой объём материала. Комитет по аудиту Enron не обладал техническими знаниями, чтобы задавать аудиторам необходимые вопросы по бухгалтерскому учёту, связанные с компаниями специального назначения. Комитет также не смог проявить скептицизм в отношении руководства компании из-за оказываемого на комитет давления.

#### Этический и политический анализ
Комментаторы объясняют некачественное управление, приведшее к падению Enron, множеством этических и политико-экономических причин. Этические объяснения акцентируются на жадности и высокомерии руководителей, отсутствии корпоративной социальной ответственности, ситуационном подходе и деловом прагматизме. Политико-экономические объяснения отсылали к дерегулированию после 1970-х годов, а также к нехватке персонала и финансирования для надзора регуляторов. Более либертарианский анализ утверждал, что крах Enron стал результатом того, что компания полагалась на политическое лоббирование, погоню за рентой и нарушение правил.

### Прочие вопросы бухгалтерского учёта
Enron имел обыкновение признавать затраты по отменённым проектам в качестве активов, мотивируя это тем, что ни в одном официальном письме не говорилось об отмене проекта. Этот метод был известен как «снежный ком», и хотя изначально говорилось, чтобы подобный метод используется только для проектов стоимостью менее 90 миллионов долларов, позже порог был увеличен до 200 миллионов долларов.  
В 1998 году, когда аналитики осматривали офис Enron Energy Services, они были впечатлены тем, насколько энергично работали сотрудники. На самом деле Скиллинг переместил в офис сотрудников из других отделов (сказав им сделать вид, что они много работают), чтобы создать видимость, что подразделение больше, чем оно есть на самом деле. Эта уловка использовалась неоднократно, чтобы ввести аналитиков в заблуждение относительно деятельности в различных сферах и помочь повысить курс акций. 

## Хронология падения
В начале 2001 года Enron, мировой лидер в области энергетики, казался неудержимым. Многолетние усилия компании по лоббированию дерегулирования рынков электроэнергии увенчались успехами от Калифорнии до Нью-Йорка. Связи с администрацией Буша гарантировали, что их мнения будут услышаны в Вашингтоне. Выручка, доходы и стоимость акций летели вверх.
20 сентября 2000 года репортёр далласского бюро The Wall Street Journal написал статью о том, что учёт по рыночным ценам стал преобладать в энергетической отрасли. Он отметил, что у посторонних нет реального способа узнать, на каких предположениях компании, использующие данный метод, основывают свои доходы. Хотя статья появилась только в Texas Journal, региональном выпуске Journal, игрок на понижение Джим Чанос случайно прочитал её и решил лично проверить годовой отчёт Enron. Он не считал, что направление связи у Enron может настолько опережать отрасль, испытывавшую проблемы в то время. Он также заметил, что компания тратит значительную часть инвестированного капитала и был встревожен большим объёмом акций, продаваемых инсайдерами. В ноябре 2000 года он решил «играть на понижение» акции Enron.
В феврале 2001 года главный бухгалтер Рик Кози сказал менеджерам по бюджету: «С точки зрения бухгалтерского учёта, это будет самый лёгкий год в нашей жизни. 2001 год у нас в кармане». 5 марта Бетани Маклин в статье Fortune «Переоценён ли Enron?» задалась вопросом, как Enron может поддерживать высокую стоимость акций, в 55 раз превышающую прибыль компании. Она утверждала, что аналитики и инвесторы не знают, как именно Enron зарабатывает деньги. Маклин впервые обратила внимание на финансовое положение компании после того, как Чанос предложил ей лично ознакомиться с годовым отчётом компании. В посмертном интервью для The Washington Post Маклин вспомнила, что обнаружила «странные транзакции», «беспорядочный денежный поток» и «огромные долги». Долг был самым большим индикатором проблем для Маклин; она задавалась вопросом, как такая якобы прибыльная компания могла «наращивать долги так быстро». Позже, в своей книге «Самые смышлёные парни в этой комнате», она вспомнила, как не для протокола говорила с многими людьми в инвестиционном сообществе, которые скептически относились к Enron.
Маклин позвонила Скиллингу, чтобы обсудить свои выводы перед публикацией статьи, но он назвал её «неэтичной» из-за того, что она не изучила компанию должным образом. Фастоу процитировал двух репортёров Fortune, что Enron не может раскрыть детали доходов, поскольку у компании было более 1200 позиций по разным товарам и они «не хотят […] никому рассказывать, где они зарабатывают деньги».
Во время телефонной конференции 17 апреля 2001 года Скиллинг устно нападал на аналитика с Уолл-стрит Ричарда Грубмана, который поставил под сомнение необычные бухгалтерские подходы Enron во время конференц-связи. Когда Грубман пожаловался, что Enron — это единственная компания, которая не может опубликовать баланс вместе с отчётом о прибылях и убытках, Скиллинг заикался: «Ну, э-э… Большое спасибо, мы ценим это… Козёл». Это стало внутренней шуткой для сотрудников Enron, высмеивающей Грубмана за его вмешательство, но не агрессивность Скиллинга, такими слоганами, как «Спроси почему, козёл», ставшего парафразом официального слогана Enron «Спроси почему». Однако комментарий Скиллинга был встречен прессой и общественностью с тревогой и удивлением, поскольку ранее он хладнокровно отвергал критику Enron.
К концу 1990-х годов акции Enron торговались по 80-90 долларов за акцию, и мало кто, похоже, беспокоился о непрозрачности раскрываемой компанией финансовой информации. В середине июля 2001 года Enron сообщила о выручке в размере 50,1 миллиарда долларов, утроившись за год, но, несмотря на это, рентабельность Enron оставалась на низком уровне, в среднем 2,1 %, а цена её акций снизилась более чем на 30 % с того же квартала 2000 года.
Со временем у компании возник ряд серьёзных трудностей. Enron столкнулась с несколькими проблемами, а именно с логистическими трудностями при эксплуатации нового подразделения широкополосной связи и убытками от строительства проекта Dabhol Power, большой газовой электростанции в Индии, которая с самого начала вызывала споры из-за её дороговизны и взяточничества на высшем уровне. Также росла критика компании за роль, которую её дочерняя компания Enron Energy Services сыграла в энергетическом кризисе в Калифорнии 2000—2001 годов.
Нет проблем с учётом, нет проблем с трейдингом, нет проблем с резервами, нет ранее неизвестных проблем. Я думаю, что я могу искренне заявить, что компания вероятно находится в самой лучшей форме за время своего существования.
14 августа Скиллинг объявил, что уходит с поста генерального директора, спустя всего шесть месяцев, сославшись на личные причины. Наблюдатели отмечали, что за несколько месяцев до своего ухода Скиллинг продал как минимум 450 000 акций Enron на сумму около 33 миллионов долларов (хотя на момент ухода он всё ещё владел более чем миллионом акций). Тем не менее, Лэй, занимавший пост председателя совета директоров Enron, заверил удивлённых наблюдателей, что уход Скиллинга не повлечёт «никаких изменений в показателях или перспективах компании в будущем». Лэй объявил, что он сам вновь займёт должность генерального директора. 
15 августа Шеррон Уоткинс, вице-президент по корпоративному развитию, отправила Лэю анонимное письмо, в котором предупредила его о методах ведения бухгалтерского учёта в компании. В одном из заявлений в письме говорилось: «Я невероятно нервничаю, что мы разразимся волной бухгалтерских скандалов». Уоткинс связалась со своим другом, который работал на Arthur Andersen, и он составил меморандум о поднятых ею вопросах, чтобы передать партнёрам по аудиту. 22 августа Уоткинс лично встретилась с Лэем и дала ему письмо на шести страницах, в котором подробно объяснялись проблемы бухгалтерского учёта Enron. Лэй спросил её, рассказывала ли она об этом кому-либо за пределами компании, а затем пообещал, что юридическая фирма Vinson & Elkins рассмотрит эти вопросы, хотя она утверждала, что участие этой юридической фирмы будет представлять собой конфликт интересов. Лэй проконсультировался с другими руководителями, и хотя они хотели уволить Уоткинс (поскольку закон Техаса не защищал информаторов компании), они решили отказаться от этого, чтобы избежать судебного разбирательства. 15 октября Vinson & Elkins объявила, что Enron не сделала ничего плохого в своём бухгалтерском учёте, поскольку Arthur Andersen одобрял каждое решение.